# ヨクネアム
ヨクネアム（ヘブライ語: יָקְנְעָם עילית）は旧約聖書に登場する地名であり、ゼブルン族の相続地の一つの町である。
「民の所有」という意味のヘブル語が語源である。かつて、カナン人の町であったが、ヨクネアムの王は31人の王の一人として、モーセ率いるイスラエル人に滅ぼされた。
ゼブルン族の相続地として割り振られたが、レビ人の残りメラリ諸氏族の居住地および家畜のための放牧地として指定された4つの町の一つになった。
現在地は、テル・ケイムンであり、メギドの北西11kmの地点である。